# Historia del uniforme del Club de Deportes Cobreloa

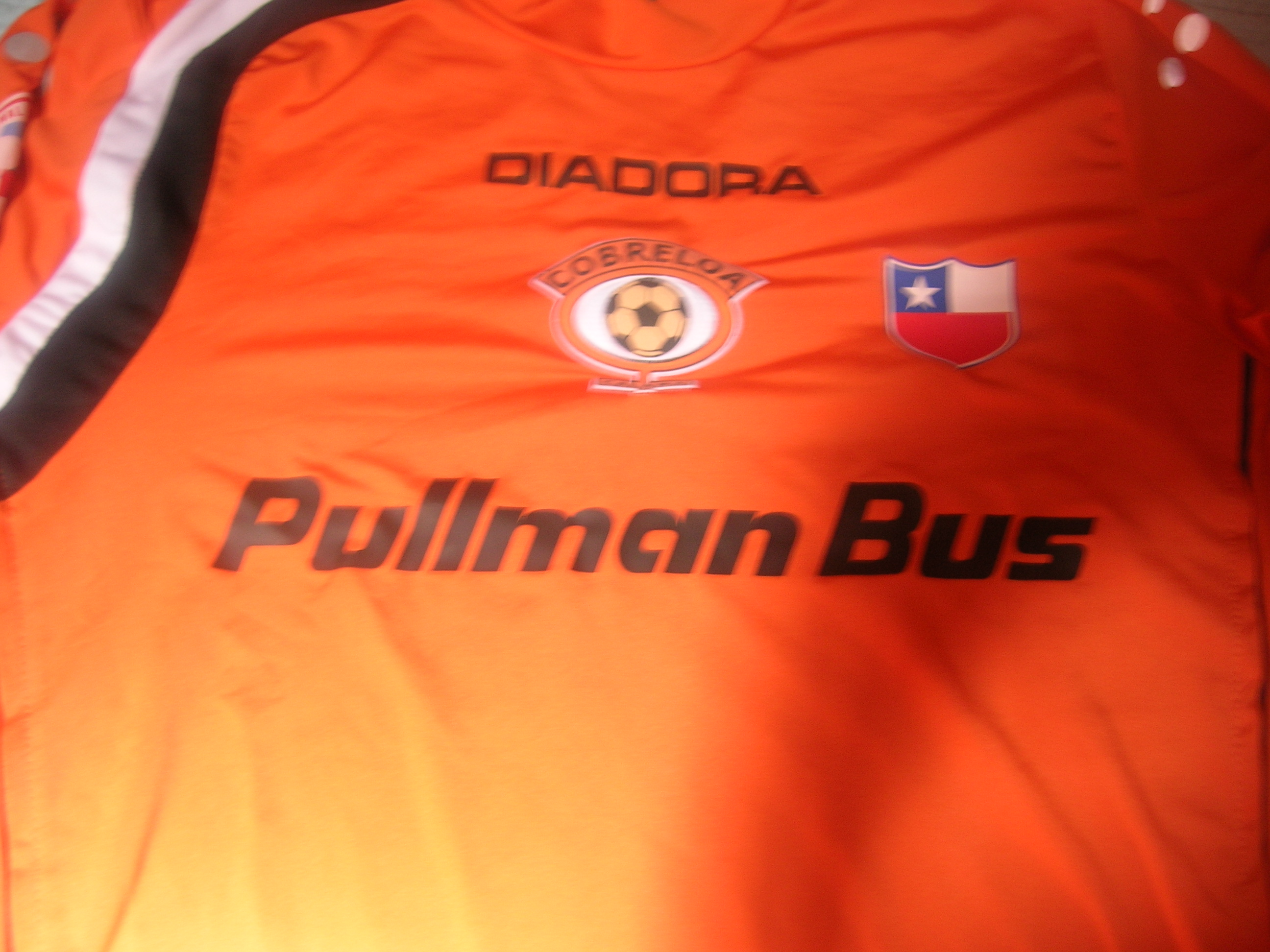
Camiseta utilizada por Cobreloa marca Diadora en el año 2005, y con la cual participó en la Copa Libertadores de América

La Indumentaria de Cobreloa es el utilizado por los «Zorros del Desierto» tanto en competencias nacionales como internacionales, desde el primer equipo hasta los juveniles, como también la Femenil.
La vestimenta titular histórica usada por el club consta de camiseta naranja, pantalón naranja y medias naranjas, la cual ha sufrido leves cambios de diseños. La vestimenta alternativa ha tenido varios colores como diseños, actualmente se compone de camiseta blanca, pantalón blanco y medias blancas.

## Historia
El primer color de la camiseta titular de Cobreloa fue de color rojo, complementado con pantalones blancos, el que se estrenó contra el equipo de Deportes Antofagasta en la ciudad de Antofagasta, esto se produjo por razones de falta de indumentaria, por lo que se improvisó.
El color actual del uniforme titular es en su totalidad de color naranja, fue elegido por diferentes razones, según palabras del presidente José Gorrini, una de ellas fue en homenaje a la selección de fútbol de los Países Bajos, la cual en su momento era conocida como la "Naranja Mecánica" que gozaba de gran popularidad en esa época. Se suele asociar además, que el color naranja se asemejaba al color del mineral del Cobre. Por otro lado, se dice que otra de las razones fue para obtener garantías con la compañía LADECO la cual también poseía como color corporativo el color naranja durante esa década. Una versión distinta indica que fue elegido el color naranja, por influencia de Pierre Kerkhoffs Nijstens, uno de los fundadores de Cobreloa y quien era descendiente de familia neerlandesa.
Desde entonces ha conservado este color hasta la fecha, con algunas variaciones como en el año 1992, cuando se utilizaron pantalones blancos desde la duodécima fecha hasta el final de la temporada, en la que se coronaron campeones del fútbol chileno. El uniforme alternativo ha sido tradicionalmente de color blanco en su totalidad. En la década de los años 1980 se utilizó la misma combinación, exceptuando el pantalón, el cual fue cambiado a naranja. Desde 2001 hasta 2006 fue cambiado a un uniforme completamente negro, el cual regresa a ser blanco entre 2007 y 2008. 

## Uniforme titular
| 1977-1978 | 1978-1980 | 1980-83 | 1985-1988 | 1989-1991 | 1992 | 1993 | 1994 | 1995 |

| 1996 | 1997 | 1998 | 1999 | 2000-01 | 2002 | 2003-04 | 2004 | 2005 |

| 2006 | 2007 | 2008 A. | 2008 C. | 2009 | 2010 | 2011 | 2012 | 2013-14 |

| 2014-15 | 2015-16 | 2017 | 2018 | 2019 | 2020-21 | 2021 |

## Uniforme alternativo
| 1978-1979 | 1980-83 | 2003-04 | 2007-2008 | 2009 | 2009-10 | 2010 | 2011 | 2012 |

| 2013-14 | 2014-15 | 2015-16 | 2017 | 2018 | 2019 | 2020-21 |

## Tercer uniforme
| 2019 | 2020-21 |

## Indumentaria y patrocinadores
| Período   | Proveedor      |
| --------- | -------------- |
| 1977      | Haddad         |
| 1978-1980 | MyS            |
| 1981      | New Lider      |
| 1982-1984 | Adidas         |
| 1985-1988 | Penalty        |
| 1989-1991 | Adidas         |
| 1992      | Reusch         |
| 1993-1994 | Adidas         |
| 1995      | Uhlsport       |
| 1996-1997 | Puma           |
| 1998      | Le Coq Sportif |
| 1999      | Kelme          |
| 1999      | Uhlsport       |
| 2000-2004 | Adidas         |
| 2005-2006 | Diadora        |
| 2007      | Kelme          |
| 2008      | Garcis         |
| 2008-2009 | Lotto          |
| 2010-2011 | Mitre          |
| 2012-2015 | Lotto          |
| 2015-2021 | Macron         |
| 2022-2024 | KS7            |
| 2025-     | Siker          |

| Período   | Patrocinador     |
| --------- | ---------------- |
| 1993-2000 | Cristal          |
| 2001      | Ninguno          |
| 2002      | Sky              |
| 2003-2004 | Turbus           |
| 2005      | Pullman Bus      |
| 2006      | Ninguno          |
| 2007      | Líder Presto     |
| 2008      | Hino             |
| 2009      | Nissan           |
| 2010      | PAL Airlines     |
| 2011-2024 | Finning CAT      |
| 2025-     | Sobek Ingenieros |